# Phimeanakas

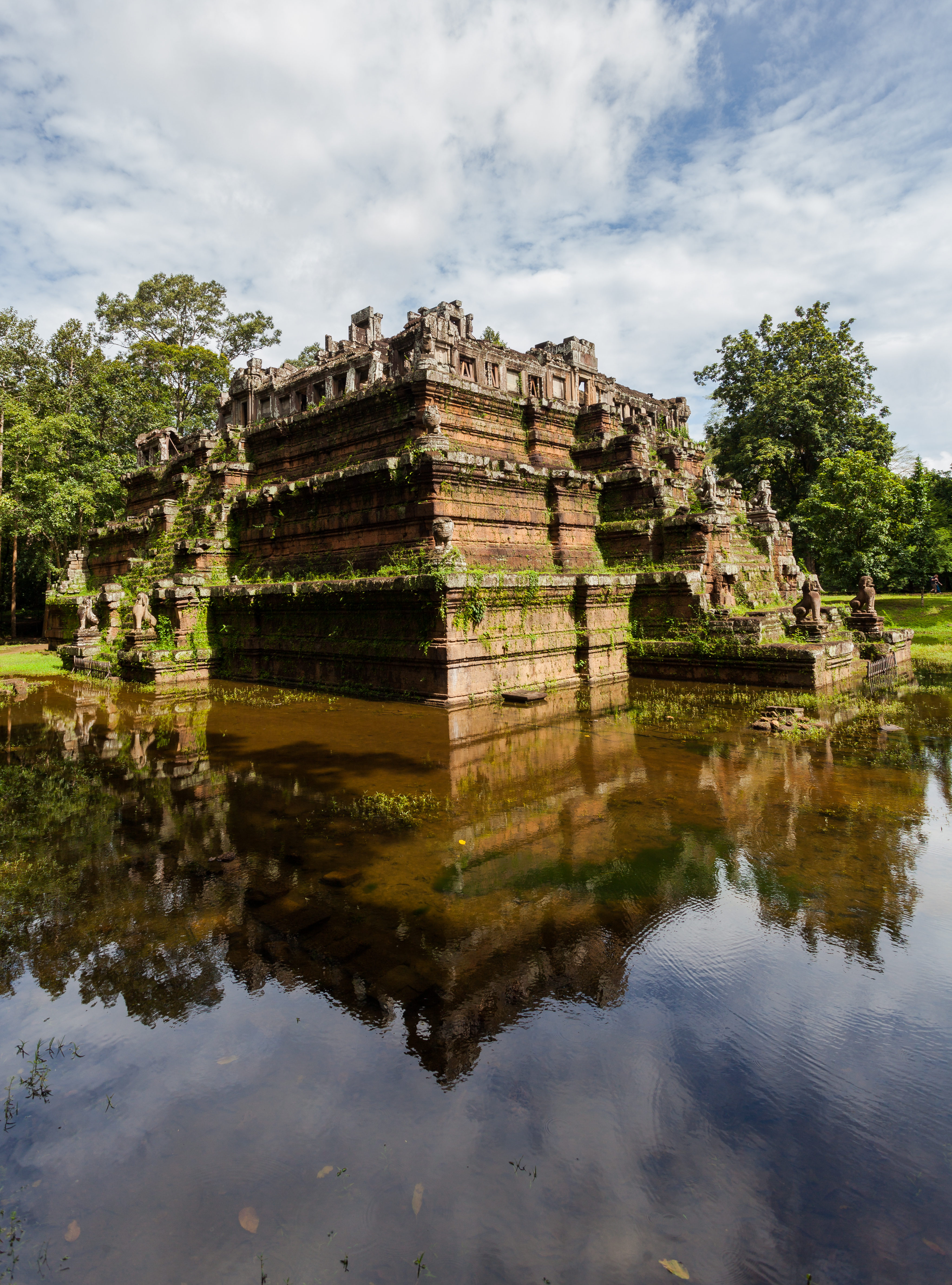
Phimeanakas

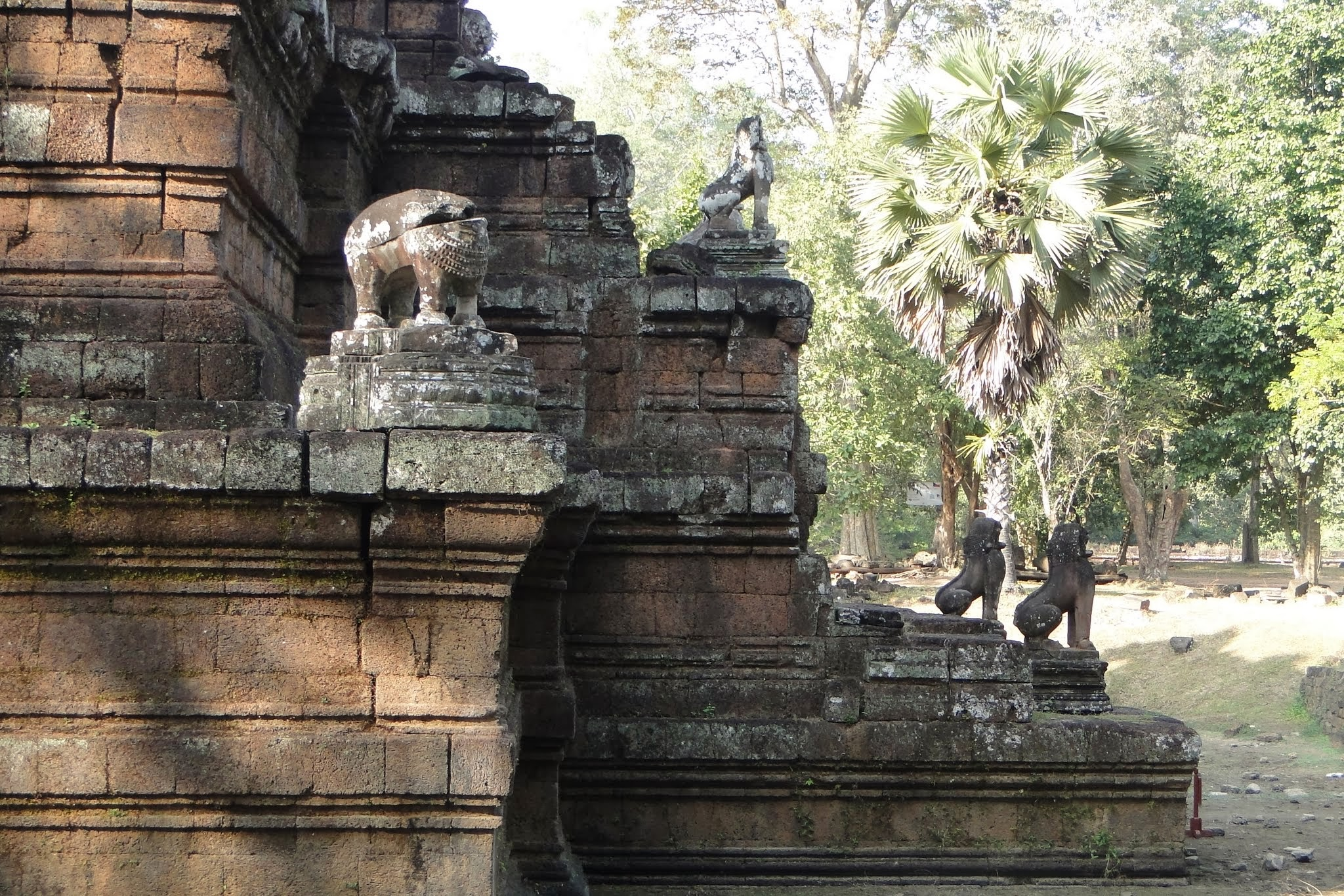
Phimeanakas. Detail

Der Phimeanakas (Khmer: ប្រាសាទភិមានអាកាស) ist ein pyramidenförmiger Tempel im Königspalast Angkor Thoms in Kambodscha und somit Teil des UNESCO-Welterbes Angkor. Er wurde vermutlich im 11. Jahrhundert von Suryavarman I. errichtet. Der Phimeanakas ist zwölf Meter hoch und hat eine Basis von 36 mal 28 Meter. Die Grundpyramide besteht aus Lateritgestein, die Aufbauten wurden aus Sandstein errichtet. 
Der chinesische Gesandte Zhou Daguan berichtete, dass der Tempel (zu seiner Zeit, also im Jahr 1296/7) aus Gold bestanden habe, man vermutet daher, dass zumindest die Kuppel mit Gold überzogen war.